# دیگو ولاسکس د کوئیار
دیگو ولاسکس د کوئیار(به اسپانیایی: Diego Velázquez de Cuéllar)(زادهٔ ۱۴۶۵- مرگ ۱۲ ژوئن ۱۵۴۲) کاشف اسپانیایی بود. او گشاینده و همچنین فرماندار کوبا از سوی دولت اسپانیا بود.
او نخستین بار در دومین سفر کریستف کلمب در ۱۴۹۳ میلادی با او همراه شده و ینگه دنیا را دید. سپس در هیسپانیولا جاگیر گشت. در ۱۵۱۱ فتح کوبا را رهبری کرد و فرماندار آن سامان گشت. وی کلنی‌ها و شهرهای چندی را در این جزیره پایه‌گذاری نمود که یکی از آنها هاوانا بود.
او در آغاز از پشتی‌بانان هرنان کورتز برای گشودن مکزیک بود، ولی آنگاه که کورتز خود را فرماندار مکزیک خواند، از دید ولاسکس حد را گذرانده بود، پس نیروهایی را برای گوشمالیش فرستاد که کاری از پیش نبردند.
یک دهه پس از مرگ او کوبا به مهاجرپذیری عمده بدل گشته‌بود.